# Neukrug (Märkische Heide)

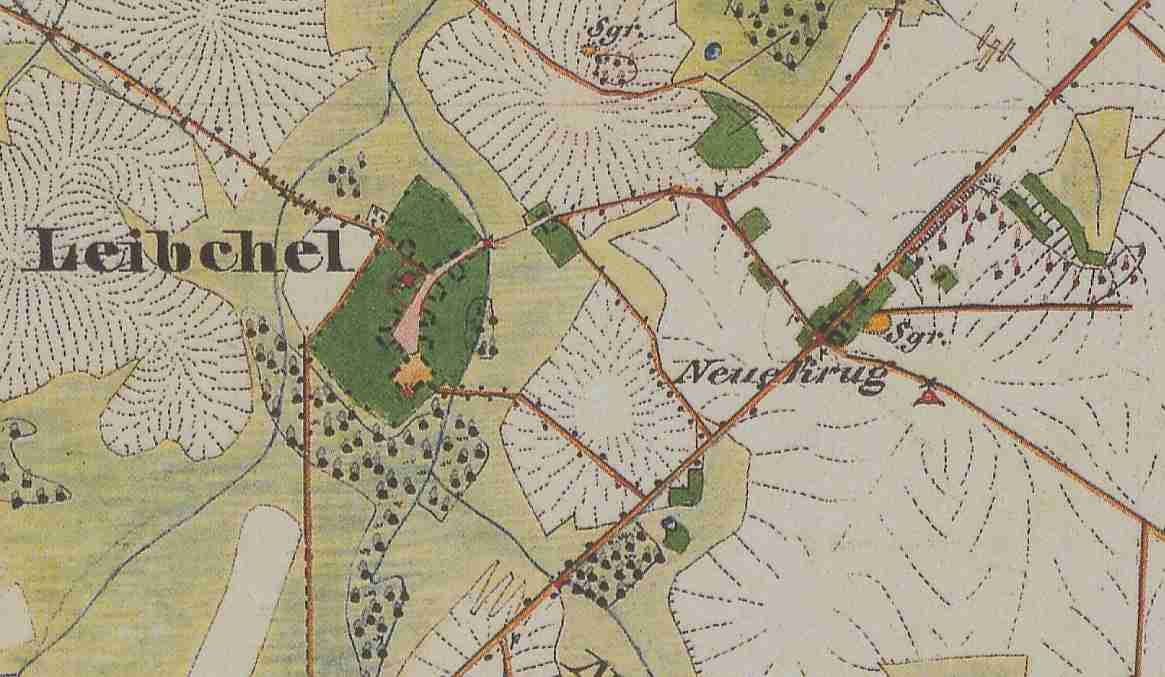
Leibchel und Neu(e)krug auf dem Messtischblatt 3950 Groß Leuthen aus dem Jahr 1846

Neukrug (früher auch Sandkrug, Neue Schänke oder Klein-Leibchel; niedersorbisch Nowa Kjarcma) ist ein Wohnplatz in Leibchel, einem Ortsteil der Gemeinde Märkische Heide im Landkreis Dahme-Spreewald in Brandenburg.

## Lage
Neukrug liegt in der Niederlausitz, etwa 16 Kilometer Luftlinie nordwestlich der Kreisstadt Lübben. Das Dorf bildet den östlichen der beiden historischen Siedlungskerne Leibchels. Umliegende Ortschaften sind Wiese im Norden, Schuhlen und der zur Gemeinde Schwielochsee gehörende Gemeindeteil Ressen im Nordosten, Guhlen im Osten, Glietz im Süden, Dollgen im Südwesten, das historische Leibchel im Westen sowie Klein Leuthen im Nordwesten.
Durch Neukrug verläuft die Bundesstraße 87 von Lübben nach Beeskow. 

## Geschichte
Erstmals erwähnt wurde Neukrug im Jahr 1767 im Schmettauschen Kartenwerk unter seinem auch heute verwendeten Namen, bei der damaligen Einzelsiedlung handelte es sich um den Dorfkrug zu Leibchel, daher auch der Ortsname. 1818 waren fünf Einwohner verzeichnet. Im Jahr 1844 gab es in dem damals als „Sandkrug“ bezeichneten Ort neun Wohngebäude mit 54 Einwohnern. Für 1867 waren in Neukrug 78 Einwohner in 14 Gebäuden verzeichnet, es gab damals eine Windmühle und zwei ausgedehnte Gehöfte.
Historisch gehörte Neukrug zum Krummspreeischen Kreis. Beim Wiener Kongress im Jahr 1815 wurden nach der Niederlage des Königreiches Sachsen Gebietsabtretungen an das Königreich Preußen beschlossen, die auch die Siedlung Neukrug betrafen. Danach lag die Gemeinde im Landkreis Lübben im Regierungsbezirk Frankfurt in der Provinz Brandenburg. Nach dem Ende des Zweiten Weltkrieges wurde Neukrug Teil der Sowjetischen Besatzungszone und später der DDR. Bei der Kreisreform am 25. Juli 1952 kam das Dorf an den Kreis Lübben im Bezirk Cottbus. Nach der Wende wurde der Kreis Lübben in Landkreis Lübben umbenannt und schließlich aufgelöst, im Zuge der Kreisreform Brandenburg 1993 kam die Gemeinde Leibchel mit dem Ortsteil Neukrug in den Landkreis Dahme-Spreewald. Am 26. Oktober 2003 schloss die Gemeinde Leibchel sich mit 17 weiteren Gemeinden zu der neuen Gemeinde Märkische Heide zusammen.